# قائمة أعمال أحمد رمزي
هذه قائمة بمعظم أعمال التي شارك بها أحمد رمزي
- أيامنا الحلوة 1955
- أيام وليالي 1955
- صراع في الميناء 1956
- صوت من الماضي 1956
- القلب له أحكام 1956
- شياطين الجو 1956
- ودعت حبك 1956
- الوسادة الخالية 1957
- بنات اليوم 1957
- بنت 17 1957
- ابن حميدو 1957
- أين عمري 1957
- تمر حنة 1957
- الكمساريات الفاتنات 1957
- إسماعيل يس في الأسطول 1957
- إسماعيل يس في دمشق 1957
- صراع مع الحياة 1957
- علمونى الحب 1957
- بنت 17 1958
- غريبة 1958
- الأخ الكبير 1958
- الشيطانة الصغيرة 1958
- حب إلى الابد 1959
- عودة الحياة 1959)
- رجل بلا قلب 1960
- أبو الليل 1960
- غراميات امرأة 1960
- شجرة العائلة 1960
- لا تطفئ الشمس 1961
- لن اعترف 1961
- السبع بنات 1961
- مذكرات تلميذة 1962
- النظارة السوداء 1963
- عائلة زيزي 1963
- شقاوة بنات 1963
- العريس يصل غدا 1963
- فتاة شاذة 1964
- الشياطين الثلاثة 1964
- الابن المفقود 1964
- صبيان وبنات 1965
- الأشقياء الثلاثة 1965
- العنب المر 1965
- الشقيقان 1965
- ليلة الزفاف 1966
- شقاوة رجالة 1966
- المراهقة الصغيرة 1966
- شقة الطلبة 1967
- شباب مجنون جدا 1967
- 3 نساء 1968
- للمتزوجين فقط 1969
- انا وزوجتي والسكرتيرة 1970
- البحث عن فضيحة 1973
- ثرثرة فوق النيل 1971
- لغة الحب 1971
- الغفران 1971
- شلة المراهقين 1973
- غرام تلميذة 1973
- الأبطال 1974
- العمالقة 1974
- الوردة الحمراء 2001
- بنات للحب
- هى والشياطين
- الساعات الرهيبة
- سلم على الحبايب
- اخر شقاوة
- بنت الحتة
- جدعان حارتنا

## مسلسلات
- وجه القمر 2000
- ( حنان و حنين ) (2007)